# Ballett 4
Ballett 4 is een muziekalbum van de Duitse synthesizerspecialist Klaus Schulze, dat in 2000 is opgenomen. Het is oorspronkelijk nooit als los album verschenen, maar in een 10-cd-box Contemporary Works, net als de andere Ballett-albums. In laat 2007 verschijnt het dan als los album in de serie geremasterde albums.

## Musici
- Klaus Schulze – toetsen;
- Wolfgang Tiepold – cello;
- Thomas Kagerman – dwarsfluit, zang, viool.

## Composities
1. Mellowtone (13:53)
2. Soft ‘n’ Groovy (30:00)
3. To B Flat (23:52)
4. Eleven 2 Eleven (10:14).

Track 3 is een muzikale taalgrap; het kan staan voor "Om plat te zijn"; of "naar de toon Bes". De laatste track is een bonustrack, want stond niet op de originele opname. Het is afkomstig van de promosingle voor de 10-cd box, waarin het uiteindelijk belandde op de laatste cd.